# Maciej Wilusz
Maciej Wilusz (* 25. September 1988 in Breslau) ist ein ehemaliger polnischer Fußballspieler.

## Verein
Maciej Wilusz wurde in Breslau geboren und wuchs dort auf. Er durchlief alle Jugendmannschaften von Śląsk Wrocław, bevor er 2005 in die Niederlande zum SC Heerenveen wechselte. Zuerst war er nur in der Nachwuchsmannschaft tätig. 2007 wurde er dann in den Kader der Profi-Mannschaft berufen. Jedoch debütierte er nicht in der niederländischen Eredivisie und wurde nach der Saison an Sparta Rotterdam verkauft. Hier verletzte er sich allerdings gleich schwer am Knie und musste mehrfach operiert werden. Der Vertrag mit Sparta Rotterdam wurde am Saisonende, im beidseitigen Einverständnis, aufgelöst. Wilusz konnte erst 2010 wieder zum Profi-Fußball zurückkehren und unterschrieb beim polnischen Zweitligisten MKS Kluczbork. Hier absolvierte er in seiner ersten Saison 19 Ligaspiele, konnte den Abstieg allerdings nicht verhindern. In der Saison 2011/12 spielte er nur drittklassig. Jedoch so gut, dass er 2012 von Zweitligisten GKS Bełchatów verpflichtet wurde. Dann folgte der Wechsel zu Lech Posen, mit denen er 2015 den Meistertitel feiern konnte. Anschließend wurde Wilusz für ein halbes Jahr an Korona Kielce verliehen, ehe er 2017 fest zum FK Rostow wechselte. Dort spielte er zweieinhalb Jahre und ging dann weiter zu Ural Jekaterinburg. Im Sommer 2020 nahm ihn dann der polnische Erstligist Raków Częstochowa unter Vertrag. Doch schon sechs Monate später wurde Wilusz an seinen Heimatverein und Ligarivalen Śląsk Wrocław verliehen.

## Nationalmannschaft
2014 wurde er von Nationaltrainer Adam Nawałka als Zweitliga-Spieler überraschend in die polnische A-Nationalmannschaft berufen. Sein Debüt in der A-Nationalmannschaft Polens gab er am 18. Januar 2014 beim 3:0-Sieg in einem Freundschaftsspiel gegen Norwegen. Drei weitere Einsätze folgten im gleichen Jahr, anschließend wurde er nicht mehr nominiert.

## Erfolge
Lech Posen
- Polnischer Meister: 2015
- Polnischer Superpokalsieger: 2016

Raków Częstochowa
- Polnischer Pokalsieger: 2021